# يوزيف ناغي
يوزيف ناغي (بالمجرية: Nagy József)‏ (15 أكتوبر 1892) لاعب ومدرب كرة قدم مجري راحل.
لعب طوال مسيرته الرياضية في نادي بودابست.
شارك مع منتخب السويد في بطولة كأس العالم 1934 في إيطاليا حيث خرج من الدور الربع النهائي وبطولة كأس العالم 1938 في فرنسا حيث احتل المركز الرابع.
تولى تدريب أندية بوكسكاي، سليبنر (1922-1924) مالمو (1924-1925) منتخب السويد (1924-1927) (1934) (1938) أوديفالا (1925-1927) نادي برو فيرتشيلي (1928-1932) بولونيا (1932-1933) جنوة (1933-1934) براغي (1935-1942) ريميرشولم (1942-1943) غوتبورغ (1943-1948) أتفيدابيرغ (1948-1952) أوديفولد (1952-1954) كارلستاد (1957-1959).

## وصلات خارجية
- يوزيف ناغي على موقع عالم كرة القدم.نت (الإنجليزية)
- يوزيف ناغي على موقع أوليمبيديا (الإنجليزية)

- هذا سيرة ذاتية